# Platon Obodovski

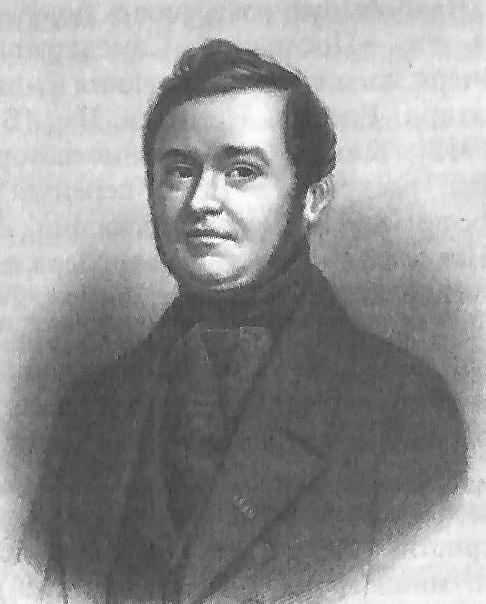

Platon Grigoriévitch Obodovski (Платон Григорьевич Ободовский, né le 27 novembre/9 décembre 1803 à Galitch et mort le 10/22 février 1864 à Saint-Pétersbourg) est un écrivain et dramaturge russe.

## Biographie
Il naît dans une famille de la petite noblesse provinciale ancienne. Son père est médecin, ses frères sont Alexandre (1796-1852, futur professeur) et Nikolaï (mort en 1871, futur général-mayor).
Il est diplômé de l'école supérieure de Saint-Pétersbourg, puis commence une carrière dans la fonction publique le 26 janvier 1823 à l'administration du Collège des Affaires étrangères. En 1824, il enseigne au Troisième gymnasium la grammaire russe et la grammaire latine; et en outre quelque temps plus tard il donne des leçons de russe à la Maison pédagogique de l'orphelinat de Saint-Pétersbourg. Il quitte le service au gymnase en 1827 et cesse d'enseigner en 1830 à l'orphelinat; il reçoit le rang de conseiller titulaire en 1829. De 1830 à 1835, il part étudier en Allemagne: il prend des leçons et assiste à des cours à Munich, Heidelberg, Berlin et Stuttgart, passe aussi à l'université de Genève où il reçoit le diplôme de doctor philosophae. De retour à Saint-Pétersbourg, il devient traducteur en mai 1835 au ministère des Affaires étrangères, dans le département des relations internes. En 1839, il est nommé inspecteur des classes à l'Institut Catherine de Saint-Pétersbourg, fonction qu'il assume jusqu'à sa mort. En même temps, il est à partir de 1840 professeur de lettres russes à l'Institut pédagogique.
En 1841, il est invité à être précepteur de lettres russes des grands-ducs Constantin, Nicolas et Michel, ainsi qu'à leur sœur, la grande-duchesse Alexandra.
Grâce à son service, il atteint sur la table des rangs, celui de conseiller d'État effectif (14 septembre 1856); il est décoré de l'ordre de Sainte-Anne de IIe classe avec couronne impériale, de l'ordre de Saint-Vladimir de IIIe classe et de l'ordre de Saint-Stanislas de Ire classe.

## Activités littéraires
Il collabore à la revue Le Bien intentionné («Благонамеренный») dès 1827. Il se plaît à traduire des pièces de théâtre de l'allemand en russe et sa première traduction remporte un beau succès; en 1829, Vassili Karatyguine pour sa soirée de bénéfice choisit Don Carlos de Schiller dans la traduction d'Obodovski. Platon Obodovski traduit vingt-six pièces dont beaucoup sont spécialement destinées à Karatyguine avec lequel il entretient une longue amitié. Parmi celles-ci: La Maison enchantée (traduction autorisée de Joseph von Auffenberg, 1836), Père et Fille, Griselda, Le Premier et dernier amour de Charles XII, Les Frères marchands, Don Carlos, Bélisaire, L'Ancêtre, Jean, duc de Finlande, La Couronne de Chypre, Christine reine de Suède, Marianne ou La Duchesse et le pauvre, Le Corsaire noir, Camoëns, Le Certificat de mariage, La Malédiction maternelle, La Harpiste, Charles Quint aux Pays-Bas, Quatre Sentinelles dans une guérite — La plupart de ses traductions sont faites en vers, mais s'éloignent pour beaucoup du texte original. Parmi les pièces de théâtre historiques écrites par lui-même, l'on peut citer Le Tsar Basile Ioannovitch Chouïski, Le prince Alexandre de Tver, Une boyarine russe du XVIIe siècle, Camille, dictateur de Rome, Le Boyard Matveïev...
Il traduit et adapte de l'allemand Bélisaire, un drame en vers en cinq actes qui remporte un immense succès et qui est remarqué par Biélinsky dans l'un de ses meilleurs articles. Bélisaire est mis en scène pour la première fois en 1839 et devient l'une des pièces capitales du répertoire russe de l'époque.
Obodovski était, bien sûr, l'un des auteurs prolifiques du répertoire de la vie théâtrale russe du XIXe siècle et ses œuvres ont été mises en scène aux Théâtres impériaux de Saint-Pétersbourg et de Moscou avec des interprètes légendaires de l'époque, tels que Vassili Karatyguine, Alexandra Kolossova, Pavel Motchalov, Leonid Leonidov, ou Piotr Stepanov; cependant ses pièces sans être hautement artistiques ont été pour certaines à juste titre oubliées.
Il a publié de nombreux poèmes dans des revues et dans des recueils comme: «Царский Цветник» (Le Massif du tsar, 1840), «Хиосский Сирота» (L'Orphelin de Chios, 1828), ainsi que des articles dans Le Bien intentionné («Благонамеренный»), Répertoire et Panthéon («Репертуар и Пантеон»), La Gazette littéraire («Литературная Газета»), Le Concurrent des lumières («Соревнователь просвещения»), L'Abeille du nord («Северная пчела»), Le Slave («Славянин»), Galatée («Галатея»), Le Fils de la Patrie («Сын Отечества»), Les Nouvelles de la littérature («Новости литературы»), Le Phare («Маяк») et Le Répertoire («Репертуар»).
La critique libérale, représentée par Biélinsky et Dobrolioubov, n'a en général pas particulièrement mis en avant l'œuvre d'Obodovski.
Il meurt en 1864 et est enterré au cimetière orthodoxe de ND de Smolensk.